# Octombrie 2000
Acest articol este generat integral pe baza informațiilor din articolul 2000 și este actualizat periodic de un robot.
 Editările făcute în articol vor fi șterse la următoarea actualizare! Dacă doriți să faceți modificări, editați articolul-sursă.

ianuarie -
februarie -
martie -
aprilie -
mai -
iunie -
iulie -
august -
septembrie -
octombrie -
noiembrie -
decembrie
Octombrie 2000 a fost a zecea lună a anului și a început într-o zi de duminică.

## Evenimente
- 8 octombrie: Michael Schumacher își câștigă al treilea titlu mondial în Formula 1 și astfel își începe dominația asupra sportului ce avea să dureze încă patru ani.

## Decese
- 3 octombrie: Wojciech Has, regizor de film polonez (n. 1925)
- 8 octombrie: Cătălin George Hîldan, 24 ani, fotbalist român (n. 1976)
- 8 octombrie: Mihai Pop, 92 ani, etnolog român (n. 1907)
- 10 octombrie: Sirimavo Bandaranaike (Sirimavo Ratwatte Dias Bandaranaike), 84 ani, politiciană srilankeză (n. 1916)
- 13 octombrie: Jean-Henri Azéma, 86 ani, poet francez (n. 1913)
- 19 octombrie: Tudor Dumitru Savu, 45 ani, jurnalist român (n. 1954)
- 20 octombrie: Elisa Galvé, actriță argentiniană (n. 1922)
- 23 octombrie: Yokozuna, wrestler american (n. 1966)